# Шулявская республика
Шуля́вская респу́блика (укр. Шулявська республіка) — самоуправляющаяся территория, организованная рабочими Киева, существовавшая с 12 по 16 декабря 1905 года на территории нескольких рабочих кварталов Шулявки в Киеве и разгромленное царскими войсками.

## Начало событий
11 декабря 1905 года, в знак поддержки декабрьского вооруженного восстания в Москве, Совет рабочих депутатов Киева под председательством Ф. П. Алексеева в ходе расширенного заседания на Шулявке решил начать массовую забастовку. На следующий день, 12 декабря 1905 года, остановили работу все большие предприятия города: заводы Гретера и Криванека, Южнорусский, «Арсенал», Млошевского, Шиманского, Главные железнодорожные мастерские и др. Всего в городе забастовало около 6 тысяч рабочих. Опорная база бунтовавших пролетариев разместилась на рабочей Шулявке — районе Киева, где и раньше было небезопасно появляться жандармам. Уже через несколько часов после провозглашения забастовки здесь был создан район «революционного порядка» — вооруженные рабочие дружины патрулировали территорию, успокаивая хулиганов. Штаб «городских партизан» располагался в помещении 1-го корпуса Киевского политехнического института.
Шулявка (точнее её район между заводом Гретера и Криванека и Политехническим институтом) была провозглашена «рабочей республикой», здесь разместился штаб общегородской забастовки и Совет рабочих депутатов, которому рабочие дали полномочия единого органа власти в городе Киеве. Восставших рабочих также поддержали студенты и преподаватели КПИ.

## Манифест и требования повстанцев
12 декабря, в первый день существования Шулявской республики, Совет рабочих депутатов опубликовал Манифест, который провозглашал:
«Граждане Шулявской республики выступают за свержение монархического абсолютизма, за свободу собраний и слова, за социальное освобождение, за амнистию политзаключенных, за национальную эмансипацию украинского, польского, еврейского и других народов Российской империи, за немедленное прекращение еврейских погромов, которые позорят наш народ».
Также восставшими были выдвинуты требования:
- организовать пенсионную кассу;
- обеспечить нормальные условия работы;
- отменить непомерные штрафы;
- улучшить медицинское обслуживание;
- организовать систему государственного страхования[1]

## Разгром Шулявской республики
Вскоре стало понятно, что «рабочей республике» не было суждено долго существовать: противостояние между большевиками и меньшевиками в Совете и комитете Российской Социал-Демократической Рабочей Партии притормозили развитие восстания.
Тем временем правительство собрало силы и уже 16 декабря 1905 года Шулявская республика была окружена двухтысячной армией (по большей части жандармерия и казацкая конница) и жестоко разгромлена.

## Трактовка события
Шулявская республика долгое время оставалась противоречивым явлением в истории Украины. В советский период эти исторические события трактовалась как «начало борьбы пролетариев за социальное освобождение», а уже в независимой Украине Шулявскую республику осуждали, называя эти события одной из первых попыток большевиков осуществить государственный переворот.